# José António de Melo
D. José António de Melo (Lisboa, 3 de Abril de 1800 - ?), 1.º Conde do Cartaxo, foi um militar português.

## Família
Filho de D. José António de Melo da Silva César de Meneses, 7.º Conde e 2.º Marquês de Sabugosa, 9.º Conde de São Lourenço e 9.º Alferes-Mor do Reino, e de sua mulher Leonor Maria José de Sampaio, irmã do 2.º Conde e 1.º Marquês de Sampaio e de Sebastião José de Sampaio Melo e Castro, filha do 1.º Conde de Sampaio e neta materna do 1.º Marquês de Pombal e 1.º Conde de Oeiras.

## Biografia
Assentou Praça a 8 de Novembro de 1816 e foi reconhecido Cadete. Foi promovido a Alferes a 13 de Agosto de 1817 e a Tenente a 26 de Agosto de 1823 e pertenceu aos Corpos de Ordenanças e aos Regimentos de Milícias de Aveiro e Tondela. A 3 de Junho de 1830 foi nomeado Ajudante de campo de D. Miguel I de Portugal e teve a graduação de Capitão a 28 de Novembro de 1833. Neste ano foi demitido para poder alistar-se como Soldado no Corpo de Voluntários Nacionais a Cavalo. A Convenção de Evoramonte afastou-o das fileiras, mas foi amnistiado em 1852 e reformado no posto de Capitão a 15 de Abril de 1854. Foi Gentil-Homem da Câmara de D. João VI de Portugal, Comendador da Ordem de Cristo e Comendador da Ordem de São Leopoldo da Áustria.
O título de 1.º Conde do Cartaxo foi-lhe concedido por Decreto de D. Miguel I de Portugal de 29 de Setembro de 1830 e não foi confirmado por D. Maria II de Portugal. Armas: escudo partido, a 1.ª cortada, o 1.º de Lancastre e o 2.º de Melo, e a 2.ª César, sobre o todo da Silva; timbre: de Melo; Coroa de Conde.
Faleceu solteiro e deixou um filho ilegítimo.